# Raión de Arbuzynka
Arbuzynka (en ucraniano: Арбузинський район) es un raión o distrito de Ucrania en el óblast de Mykolaiv. 
Comprende una superficie de 969 km².
La capital es la ciudad de Arbuzynka.

## Demografía
Según estimación 2010 contaba con una población total de 24810 habitantes.

## Otros datos
El código KOATUU es 4820300000. El código postal 55300 y el prefijo telefónico +380 5132.